# James DeBello
James DeBello (* 9. Juni 1980 in Hartford) ist ein US-amerikanischer Filmschauspieler. 

## Leben
James DeBello hatte Ende der 1990er Jahre seine ersten Auftritte in US-Fernsehserien. 1999 spielte er „Trip“ in Detroit Rock City und wirkte auch in weiteren Komödien wie American Pie und Scary Movie 2 mit. 2002 spielte er in den Thrillern Swimfan und Cabin Fever. 2003 spielte er als „Cliff Richards“ in der Komödie College Animals und auch der Fortsetzung College Animals 2 mit. 2012 spielte er „Carl“ in der Horror-Komödie Charm.

## Filmografie (Auswahl)
- 1999: Here Lies Lonely
- 1999: American Pie – Wie ein heißer Apfelkuchen (American Pie)
- 1999: Detroit Rock City
- 2000: Mörderische Verführung (Crime and Punishment in Suburbia)
- 2000: Eins, zwei, Pie – Wer die Wahl hat, hat die Qual (100 Girls)
- 2001: Scary Movie 2
- 2001: Going Greek
- 2002: Pledge of Allegiance
- 2002: Swimfan
- 2002: Cabin Fever
- 2003: College Animals (National Lampoon Presents Dorm Daze)
- 2004: The Hillz
- 2006: Steel City
- 2006: College Animals 2 (National Lampoon’s Dorm Daze 2)
- 2007: Sexgeflüster (After Sex)
- 2008: Ghouls
- 2009: College Vampires (Transylmania)
- 2012. Charm
- 2016: Urge – Rausch ohne Limit (Urge)
- 2019: Clinton Road